# Simon Marius

Simon Marius aus Mundus Iovialis. Dies ist die einzige Darstellung von ihm.

Simon Marius (latinisierte Form von Simon Mayr; * 10. Januar 1573jul. in Gunzenhausen, damals Markgrafschaft Ansbach, heute Bayern; † 26. Dezember 1624jul. / 5. Januar 1625greg. in Ansbach) war ein deutscher Mathematiker, Astronom und Arzt.
Fast gleichzeitig mit Galileo Galilei setzte Marius als einer der ersten das damals gerade neu entwickelte Fernrohr zur Himmelsbeobachtung ein und entdeckte unabhängig von Galilei die vier größten Monde des Planeten Jupiter, außerdem gab er ihnen die heute gültigen Namen. Obwohl er noch eine Variante des geozentrischen Weltbildes vertrat, ebnete seine Entdeckung doch letztlich der Auffassung des Nicolaus Copernicus den Weg: Da das Jupitersystem offensichtlich nicht die Erde, sondern ein eigenes Zentralgestirn zum Mittelpunkt hatte, lieferten die Erkenntnisse des Simon Marius wenn nicht Beweise, so doch Argumente für die Richtigkeit der heliozentrischen Lehre.

## Leben und Werke
Marius, geboren als achtes Kind des Reichart Mayr, Büttner und Ansbacher Bürgermeister von 1576, wurde von dem Ansbacher Fürsten Joachim Ernst von Brandenburg-Ansbach gefördert; durch ihn erhielt er auch Gelegenheit, von 1586 bis 1601 die Fürstenschule Heilsbronn zu besuchen – und dort zeigte sich dann sein großes Talent für Mathematik und Astronomie.
Durch die Veröffentlichung seiner Beobachtungen des Kometen von 1596 C/1596 N1 sowie seiner astronomischen Tabellen (Tabulae Directionum Novae, 1599) machte Marius sich einen Namen und wurde 1601 zum Hofmathematikus der Markgrafschaft Ansbach berufen. Er reiste u. a. nach Prag, um die neuen Beobachtungstechniken Tycho Brahes kennenzulernen – der starb allerdings bereits vier Monate nach Marius’ Eintreffen. Anschließend studierte Marius bis 1605 Medizin an der Universität Padua und wurde Arzt.
Er gehörte damals dem Kreis um Galileo Galilei an; 1604 beobachtete er erneut einen Kometen: Sein Schüler Baldessar Capra (1580–1626) veröffentlichte die Beobachtungen.

### Hofastronom und Euklidübersetzer
Von 1606 an lebte Marius in Ansbach, wo er als fürstlicher Hofastronom mit einem Jahresgehalt von 150 Talern angestellt war. Zu seinen Pflichten als Hofmathematikus (Astrologe) gehörten auch jährliche „Prognostica“. Er heiratete Felicitas Lauer, die Tochter seines Nürnberger Verlegers Johann Lauer, bei dem seit 1601 seine Kalender und Vorhersagen erschienen waren.
1610 veröffentlichte er eine Übersetzung der ersten sechs Bücher der Elemente des Euklid direkt aus dem griechischen Urtext ins Deutsche.

### Entdeckung der Jupitermonde
Nach vergeblichen Versuchen, selbst ein brauchbares Fernrohr zu bauen, wozu er durch Berichte im Jahr 1608 angeregt wurde, erhielt Marius 1609 ein Exemplar des gerade in Flandern neu entwickelten Instruments; damit entdeckte er im Jahre 1610 unabhängig von Galilei (7. Januar) nur einen Tag später (8. Januar) ebenfalls die vier großen Monde des Jupiter:

Tunc primum aspexi Iovem, qui versabatur in opposito Solis, et deprehendi stellulas exiguas, modo post, modo ante Iovem in linea recta cum Iove.

„Damals sah ich den Jupiter zum ersten Mal, der sich in Opposition zur Sonne befand; und ich entdeckte winzige Sternchen bald hinter, bald vor dem Jupiter, in gerader Linie mit dem Jupiter.“

Galileo Galilei bezichtigte ihn daraufhin des Plagiats. Schon 1607 hatte nämlich der Mariusschüler Baldessar Capra ein Manuskript Galileis über den Proportionalzirkel unter seinem Namen drucken lassen, wobei Marius nicht unbeteiligt gewesen sein soll.
Der sogenannte Prioritätsstreit um die Erstentdeckung der Monde löst sich auf, wenn man in Rechnung stellt, dass Marius den Termin, nämlich den 29. Dezember 1609, nach dem alten, julianischen Kalender angegeben hat; dieses entspricht dem gregorianischen Datum 8. Januar 1610. Somit liegt die Beobachtung des Simon Marius nach seinen eigenen Angaben einen Tag nach der des Galilei (7. Januar 1610). Die Verwendung der beiden Kalender war Marius bewusst, wie eine julianisch/gregorianische Doppelangabe eines Datums im Mundus Jovialis belegt.
Sehr detaillierte Untersuchungen von Oudemans und Bosscha haben außerdem nicht nur ergeben, dass Marius seine recht exakten Ergebnisse mit selbständigen Beobachtungen erhalten hat, sondern dass diese sogar genauer waren als die von Galilei bis 1614 veröffentlichten.
Aus Dankbarkeit gegenüber den Brandenburg-Ansbacher Fürsten schlug Simon Marius vor, die neu entdeckten Monde Brandenburgische Gestirne zu nennen. Galilei wollte sie nach der Familie der Medici benennen. Ihre heutigen Namen Io, Europa, Ganymed und Kallisto hatte Johannes Kepler im Oktober 1613 angeregt; Simon Marius propagierte diese mythologische Benennung in seinem Hauptwerk Mundus Iovialis:

Io, Europa, Ganymed atque Callisto lascivo nimium perplacuere Iovi.

„Io, Europa, Ganymed und Callisto haben dem wollüstigen Jupiter allzu sehr gefallen.“

### Wegbereiter des heliozentrischen Weltbildes
Die Entdeckung der vier Monde war eine gewaltige Sensation, weil diese sich um ein eigenes Zentralgestirn drehen und damit wie ein Sonnensystem im Kleinen aussehen; außerdem erkannte Marius, dass sich das Jupitersystem nicht um die Erde, sondern um die Sonne bewegt. Die Entdeckung ebnete letztlich den Weg für das heliozentrische Weltbild:

Post plurimas observationes factas atque post deprehensas cuiuslibet quam proxime periodos evolutionum, animadverti etiam aliud phaenomenum: Nimirum quod inaequalitate motus sui principaliter quidem Iovem, cum Iove autem non terram sed solem respiciant.

„Nachdem ich sehr viele Beobachtungen angestellt und die periodischen Umlaufzeiten eines jeden Trabanten möglichst genau erhalten hatte, bemerkte ich noch ein anderes Phänomen, nämlich dass sie (die Monde) im Gleichmaß ihrer Bewegung auf den Jupiter als Zentrum ausgerichtet sind; zusammen mit dem Jupiter aber sind sie nicht auf die Erde, sondern auf die Sonne als Mittelpunkt gerichtet.“

Allerdings gelangte Marius durch seine Beobachtungen nicht zu dem Weltsystem, wie es Nicolaus Copernicus schon ein halbes Jahrhundert zuvor vertreten hatte; vielmehr entwickelte er ein zwischen dem geozentrischen und dem heliozentrischen Weltbild vermittelndes Planetenmodell, wie es auch der dänische Astronom Tycho Brahe vertrat:

Solem autem ipsum quasi in concentrico circa terram moveri suppono.

„Ich vermute, dass sich die Sonne aber selbst gleichsam auf einer konzentrischen Bahn um die Erde bewegt.“

## Mundus Iovialis (1614)
Der Hauptzweck des Mundus Iovialis bestand in der Veröffentlichung der Tabellen mit den Umlaufzeiten der Monde; die aus sehr sorgfältigen Beobachtungen im Jahr 1614 stammenden Werte weichen nur noch um maximal 0,3 ‰ von den heute bekannten Werten ab; auch die Überprüfung mit Computerrechnungen beweist ihre Exaktheit. Bei allem Beobachtungseifer begnügte sich Marius nicht mit der Beobachtung, sondern suchte auch nach Erklärungen.

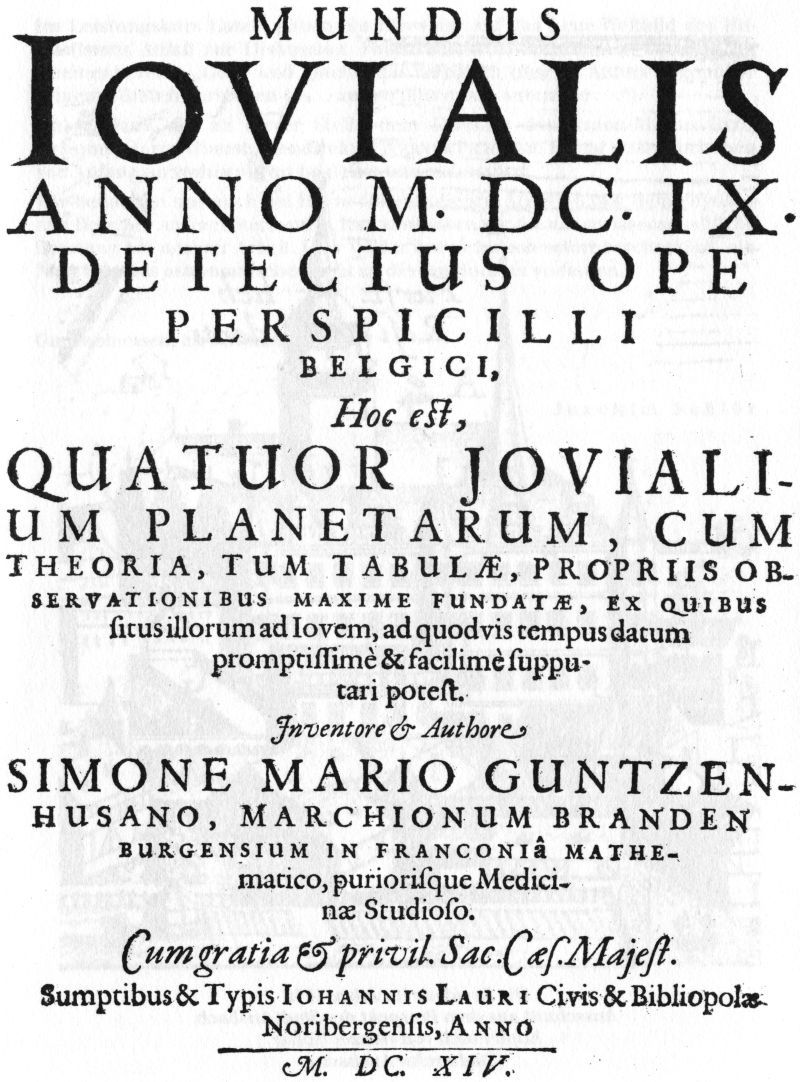
Titelblatt des Mundus Iovialis

Die Beobachtungen von 1610 konnte Marius erst im Jahre 1614 in seinem Werk Mundus Iovialis veröffentlichen, vier Jahre nach dem Erscheinen des Galileischen Berichtes Sidereus Nuncius.
Das Porträt in seinem Hauptwerk Mundus Iovialis zeigt Marius im Jahr der Veröffentlichung; als Zeichen seiner ärztlichen Tätigkeit hält er ein Destillationsgerät in der linken Hand, bestehend aus einem gläsernen Destillierkolben (Cucurbita) und einem aufgesetzten Destillierhelm oder -kopf in retortenförmiger Gestalt (Alembic); der Zirkel in seiner Rechten verweist auf seine Position als Mathematiker und Astrologe am Ansbacher Hof; vor ihm liegt ein Fernrohr (lat. perspicillum), das er als einer der ersten zur Himmelsbeobachtung eingesetzt hat, sowie sein Werk Mundus Iovialis; links neben ihm sind das Jupitersystem mit den von ihm entdeckten vier Monden und rechts seine erste astronomische Beobachtung abgebildet, der Komet von 1596.

### Sonnenflecken und Andromedanebel
Mayr/Marius beobachtete Sonnenflecken seit August 1611 und fand im November, dass deren Bewegung (und damit die Äquatorebene der Sonne) zur Ekliptik geneigt ist. 1619 vermutete er erstmals deren Periodizität.
Die Entdeckung des Andromedanebels (Messier-Nummer M31), unserer großen Nachbar-Galaxie, wurde lange Zeit Simon Marius zugeschrieben, z. B. von Charles Messier bei der Eintragung in seinen Katalog. Die erste gesicherte Beschreibung als Objekt der Fixstern-Sphäre vom persischen Astronomen Al Sufi, der sie „die kleine Wolke“ nannte, stammt aber aus dem 10. Jahrhundert. Auch bei der ersten überlieferten Beobachtung durch ein Fernrohr im Jahr 1612 konnte Marius keine einzelnen Sterne sehen, sondern nur einen Nebel. Daher stammt auch die Bezeichnung Andromedanebel. Den Status der Andromeda-Galaxie als eigenständiges Sternsystem wie unsere Milchstraße konnte erst 1923 Edwin Hubble am 2,5-Meter-Teleskop des Mount-Wilson-Observatoriums nachweisen.

## Tod
Simon Marius starb nach kurzer Krankheit am 26. Dezember 1624jul. / 5. Januar 1625greg. in Ansbach.

## Ehrungen und Marius-Forschung
Wenn auch Galilei mit seinen heftigen Angriffen wohl verhinderte, dass Marius den ihm gebührenden Ruhm errang, genoss dieser doch in seiner fränkischen Heimat offensichtlich großes Ansehen. Seine Vaterstadt Gunzenhausen schenkte ihm 1612 einen kleinen Becher zu 6½ Gulden – vermutlich für seine Entdeckung der Jupitermonde. Er wurde in Ansbach von Gelehrten seiner Zeit wie Petrus Saxonius und Lukas Brunn besucht und stand mit anderen Wissenschaftlern wie David Fabricius, Johannes Kepler, Michael Maestlin und Johann Caspar Odontius in Kontakt.
Die Internationale Astronomische Union (IAU) ehrte ihn mit der Benennung des Mondkraters Marius. Nach ihm sind auch das Simon-Marius-Gymnasium in seiner Geburtsstadt Gunzenhausen sowie der Asteroid (7984) Marius benannt.
Am 17. Dezember 2014 wurde die Simon Marius Gesellschaft gegründet, welche die wissenschaftliche Erforschung von Leben und Werk fördern „und die breite Öffentlichkeit durch Vorträge, Ausstellungen, Tagungen und Publikationen“ erreichen will. Der Verein betreibt die Internetplattform ‚Marius-Portal‘.
Die sehr seltenen Druckschriften des Simon Marius werden aufbewahrt im Stadtmuseum Gunzenhausen, dem Stadtarchiv von Rothenburg ob der Tauber, der Staatsbibliothek in München, in der Preußischen Staatsbibliothek in Berlin, in der Landesbibliothek in Stuttgart, der Universitätsbibliothek Erlangen, der Nürnberger Stadtbibliothek, dem Nürnberger Germanischen Nationalmuseum und dem bayerischen Staatsarchiv in Nürnberg. Von den Handschriften sind außer einigen erhaltenen Briefen alle anderen Schriften wie sein Beobachtungsbuch und einige kleinere Schriften verschollen.

## Werke
- Schrift über den Kometen von 1596. Nürnberg 1596.
- Tabulae directionum novae. Nürnberg 1599, urn:nbn:de:bvb:12-bsb00017953-0.
- Die Ersten Sechs Bücher Elementorum Evclidis, In welchen die Anfänge vnd Gründe der Geometria ordentlich gelehret, vnd gründtlich erwiesen werden, Mit sonderm Fleiss vnd Mühe auss Griechischer in vnsere Hohe deutsche Sprach übersetzet. Ansbach 1609.
- Mundus Iovialis anno MDCIX Detectus Ope Perspicilli Belgici. Nürnberg 1614, urn:nbn:de:bvb:12-bsb10873865-6.
- Mundus Iovialis anno MDCIX Detectus Ope Perspicilli Belgici / Die Welt des Jupiter, 1609 mit dem flämischen Teleskop entdeckt. Lateinisches Faksimile und deutsche Übersetzung. Hrsg. und bearb. von Joachim Schlör. Naturwissenschaftlich begleitet und mit einem Nachwort versehen von Alois Wilder. Schrenk, Gunzenhausen 1988, ISBN 3-924270-14-7.
- Gründliche Widerlegung der Position Circkel Claudij Ptolemaei, vornemblich aber, Johannis Regiomontani; mit grosser Mühe und vielem Nachdencken, so wol auss Ptolemeo selbsten, als auch allen anderen vortrefflichen Astrologen, so vor Ptolemei Zeiten an, bis auff Regiomontanum gelebet, und von directionibus Theorice und Prastice geschrieben, zusammengezogen. Frankfurt 1625, urn:nbn:de:bvb:12-bsb10994226-8.
- Schreibkalender für die Jahre 1601 bis 1629.
- Prognostica für die Jahre 1601 bis 1629. Ausgabe 1601: urn:nbn:de:bvb:12-bsb00021158-4.
- Prognosticon astrologicum 1607, Digitalisat